# Parque nacional del Danubio-Ipoly
El Parque nacional del Danubio-Ipoly (en húngaro: Duna–Ipoly Nemzeti Park) es uno de los parques nacionales más diversos en el país europeo de Hungría. En 1997, el parque fue creado a partir de los parques nacionales de Pilis y Börzsöny, con la adición de una parte de la llanura inundable del río Ipoly. Este parque abarca áreas en Budapest, del condado de Pest, el Condado de Komárom-Esztergom y el condado de Fejér. Sus oficinas se encuentran en Budapest y en el jardín Jókai (Budapest XII), y su sede está en Esztergom.
Algunas especies, tanto en flora y fauna - tienen su único hábitat en este parque, y por lo que existe un programa para salvar estas especies raras y en peligro de extinción.